# Leanne Walker
Leanne Walker (17 de julho de 1968) é uma basquetebolista neozelandesa.

## Carreira
Leanne Walker integrou a Seleção Neozelandesa de Basquetebol Feminino em Atenas 2004, terminando na oitava posição.